# Phylloxiphia metria
Phylloxiphia metria är en fjärilsart som beskrevs av Jordan 1920. Phylloxiphia metria ingår i släktet Phylloxiphia och familjen svärmare. Inga underarter finns listade i Catalogue of Life.